# Beobachterperspektive
Der Ausdruck Beobachterperspektive (auch Beobachtungsperspektive) bezeichnet den Blickwinkel, den Beobachter einnehmen. Der Begriff betont die Subjektivität jeder Information. Im Unterschied zum Begriff Standpunkt berücksichtigt er, dass Beobachter beweglich sind. 
Jedes Bild, jeder mündliche oder schriftliche Bericht sind aus der Perspektive eines oder mehrerer Beobachter geschildert, auch wenn diese Beobachter „unbestechliche“ Messinstrumente oder Kameras sind. Diese Beobachter geben vor, was in welcher Reihenfolge wahrgenommen werden kann, und das macht ihre Perspektive aus. Das Bedürfnis, Betrachtungsweisen zu Perspektiven zu vereinheitlichen statt zu symbolischen Bedeutungen, gibt es erst seit der Renaissance.

## Medien
Mit Beobachterperspektiven ist eine spezifische Einschränkung der Wahrnehmung verbunden, bestimmt durch die Selektion des Mediums: Dem Text fehlt der Klang der Stimme, dem Bild fehlt die dritte Dimension, dem Hörfunk fehlt das Bild, dem Schwarzweißbild die Farbe, dem Stummfilm der Ton etc. Durch Wahrnehmung des Fehlenden (beziehungsweise durch das Bewusstsein, wie etwas wahrgenommen wird), kann der Beobachter zweiter Ordnung seine eigene Position von der übernommenen Beobachterperspektive unterscheiden. Die Übernahme und Abgrenzung von vorgegebenen Beobachterperspektien gehören nach dem Soziologen Niklas Luhmann zu den Grundlagen der sozialen Wahrnehmung seit der Neuzeit.
Im weiteren Sinn kann eine Beobachterperspektive auch eine Institution sein: Eine politische Partei oder eine Zeitung können eine festgelegte Sichtweise auf ein Geschehen haben. Das muss man berücksichtigen, wenn man ihre Informationen zur Kenntnis nimmt. Die Menschen, die diese Informationen bereitstellen, und ihr Publikum, das ihre Verbreitung ermöglicht, bilden eine Gemeinschaft. Die Konventionen dieser Gemeinschaft (zum Beispiel eine prinzipielle Kritik gegenüber anderen Institutionen) gehören dann als subjektives oder nichtdiegetisches Element zur vermittelten Information.

## Objektivität
Objektivität oder Neutralität gibt es nicht im strengen Sinne, daher gibt es auch keine Information ohne Beobachterperspektive. Die Relativitätstheorie zeigt etwa, dass die Messung von Raum und Zeit je nach Beobachterperspektive variiert. 
„Objektive“ Beobachterperspektiven werden immer im Gegensatz zu subjektiven konstruiert, zum Beispiel mit dem Stilmittel der subjektiven Kamera im Film: Auf das Gesicht eines Betrunkenen folgt in der nächsten Kameraeinstellung seine verschwommene Sicht der Dinge. Die erste Einstellung als Beobachterperspektive entpuppt sich damit als „objektiv“ gegenüber der subjektiven zweiten.